# 劉芳遠 (崇禎進士)
刘芳远（？—？），號粹源，河南彰德府林县人，明末清初官员。

## 生平
崇祯六年（1633年）癸酉科舉人，十三年（1640年）庚辰科進士，吏部观政，授行人司行人。

## 引用
1. ↑  《崇禎十三年庚辰科進士三代履歷》：刘芳远，曾祖玉；祖禄；父镇。粹源，易二房，乙巳年八月十八日生，林县人，癸酉四十名，会试五十六名，三甲二百三十一名。吏部观政。
2. ↑  《林县志》